# Billard
|  | For tallet én billiard (1.000.000.000.000.000), se Store tal. |
Billard (fra (fransk): bille, (ben)kugle) er fællesbetegnelsen for en række spil, der udøves på et specielt billardbord indeholdende et antal baller (kugler), der af spilleren stødes rundt på bordet ved hjælp af en billardkø.

## Spillets udøvelse
Nogle former for billard spilles som deciderede sportsgrene, især de teknisk set sværeste, mens andre former i højere grad fungerer som hyggespil, der udøves under afslappede forhold. Udøvelsen begrænses primært af adgangen til ordentlige borde, der ofte er ret dyre i anskaffelse. I Danmark har en del værtshuse og cafeterier i sportshaller anskaffet sig billardborde, som kan bruges mod betaling, men der findes også en række steder, der primært lever af at lade folk spille billard mod betaling.

## Billard som sport
I sportsmæssig sammenhæng findes en række klubber over hele landet, hvor man som medlem kan træne sin sport samt deltage i turneringer. Danske billardklubber er organiseret i Den Danske Billard Union, uanset hvilke discipliner, de udbyder. Der afholdes danske mesterskaber i en lang række discipliner for såvel individuelle som hold. En række danske billardspillere deltager også i internationale turneringer.

## Billardspil
Der er i tidens løb opstået en række discipliner inden for billard. De kan deles i nogle hovedformer, og man kan nævne følgende former:
- Billard på borde med huller:
  - Pool – dette dækker igen over en række varianter
  - Snooker
  - Keglebillard
- Billard på borde uden huller:
  - Carambolebillard – dækker også over en række varianter.